# Yamagata (prefektura)
Yamagata (japanski: kanji (山形県, romaji: Yamagata-ken) je prefektura u današnjem Japanu. 
Nalazi se na zapadu sjevernog dijela otoka Honshūa. Nalazi se u chihō Tōhokuu.
Glavni je grad Wakayama.
Organizirana je u 8 okruga i 35 općina. ISO kod za ovu pokrajinu je JP-06.
1. veljače 2011. u ovoj je prefekturi živjelo 1,166.309 stanovnika.
Simboli ove prefekture su cvijet šafranike (Carthamus tinctorius), drvo trešnje, ptica patka mandarinka (Aix galericulata) i riba pacifički losos (Oncorhynchus masou),